# Pia Pakarinen
Pia Marjatta Pakarinen (Juuka, 5 ottobre 1990) è una modella finlandese incoronata Miss Finlandia.

## Biografia
È stata incoronata settantaduesima Miss Finlandia il 5 marzo 2010, ottenendo il diritto di rappresentare la Finlandia a Miss Universo 2011, concorso che si è tenuto a São Paulo, in Brasile, il 12 settembre 2011.